# أرغول
الأُرْغُول أو اليَرْغُول أو الموصول هو آلة موسيقية قديمة كان يستخدمها المصريون القدماء ومازال استخدامها شائعاً في مصر والشام ويختلف شكلها حسب المناطق. تعد هذه الآلة من الآلات الهوائية، أي يعزف عليها بواسطة النفخ بها لإصدار صوت جميل.

## وصف
تُصنع هذه الآلة من نبات الغاب. يتكون الأرغول في الغالب من قصبتين مربوطتين واحدة بجانب الأخرى. القصبة الموجودة من اليمين تكون مثقوبة بستة ثقوب للتلحين بمقام معين، وأما القصبة الأخرى فهي من أجل استمرار اللحن وضبطه. لكل من القصبتين مبسم لإصدار الصوت.

يعد الأرغول من أكثر الآلات الموسيقية انتشاراً في المجتمع الفلسطيني. له ألحان موسيقية تتناسب مع الغناء الشعبي، ويتطلب استخدامه من العازف قدرة على مواصلة النفخ لفترة طويلة دون انقطاع.

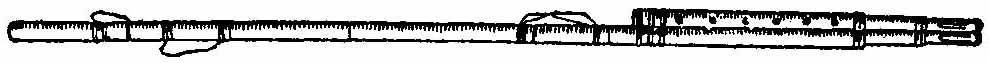
آلة الأرغول.